# Escorxador (Sant Joan de les Abadesses)
L'Escorxador és un edifici de Sant Joan de les Abadesses (Ripollès) inclosa a l'Inventari del Patrimoni Arquitectònic de Catalunya. És obra de Lluís Girona Cuyàs i César Molinas, del 1926-27

## Descripció
Edifici de planta baixa, en forma de T, i disposa d'un cos central més aixecat que li dona simetria. L'estructura és de parets de càrrega i coberta composta de teula plana. A l'interior (ja que funciona com escorxador) hi ha tota una sèrie de mecanismes. L'entrada actual no és la principal, ja que aquesta dona al costat nord i resta en desús.

## Història
La tipologia de l'edifici i l'any de construcció ens fan pensar en l'escorxador de Ribes de Freser, i que com en aquest hi va col·laborar en el treball estètic l'arquitecte Duran i Reynals.